# 판옥선

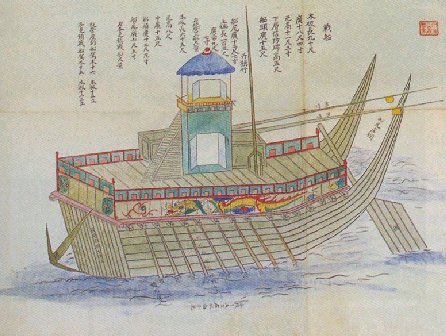
조선의 군함 판옥선

판옥선(板屋船)은 조선 수군의 대표적인 주력 군함이다. 조선시대 당시는 판옥선보다는 전선(戰船)이라 불렀다.

## 개요와 특징
조선 전기는 맹선이 주류를 이루었지만, 왜란의 속출로 인해 그 실효성을 잃어버리고 말았다. 16세기에는 삼포왜란, 사량왜변, 을묘왜변 등의 변란이 속출했는데, 이전에 평선을 사용하던 왜구도 2층 구조의 안택선을 사용함에 따라 대응하기가 점차 어려워졌다.
판옥선은 선저가 평평하고 흘수선이 낮아 선회가 빠른 배라서 전투 시 여러 척이 엉킨 혼전에서는 유용했지만 쾌속하게 암초와 파도를 가로질러 대양으로 나아가기에는 단점도 있다.

## 초기의 판옥선
1555년(명종 10년) 당시 남도포 만호였던 정걸 장군이 처음으로 판옥선을 건조해 사용했었다. 판옥선은 이전까지 사용되던 배와는 달리 2층 구조로 만들어져 있어, 노를 젓는 병사와 전투를 하는 병사들로 나누어 효율적인 전투를 할 수 있었다. 《명종실록》에는 50명 정도가 승선한 기록이 있다.

## 임진왜란 당시의 판옥선
임진왜란이 발발한 당시 조선 수군의 주력 군함으로 동원되었는데, 명종 조에 건조된 판옥선보다 크기가 커지고, 탑승인원도 130명 정도로 늘어났다. 그러나 임진왜란 때 수군을 늘릴 수는 없었으므로 보유할 수 있는 판옥선의 수는 제한적이었다.
일본의 안택선와 비교하면 승무원의 구성에서 큰 차이를 보인다.
안택선은 노꾼 90명에 전투원이 약 200명 정도로 전투원이 많은 반면, 판옥선은 노꾼 110명에 전투원은 지휘관을 포함하여 54명이다.
전투원의 구성은 안택선이 상당 수 근접전투원이었던 반면, 판옥선은 포격수 36명에 사부(궁수) 18명으로 포격전과 원거리 공격에 중점을 두었음을 알 수 있다.

## 편제
경상좌수영, 전라우수영 등 정3품 수군절도사(水軍節度使)가 있는 군영에는 3~4척, 부산진 또는 다대포진과 같은 3품 첨절제사(僉節制使, 연대급) 군영에는 2척, 기타 종4품 만호(萬戶, 대대급) 군영에는 1척씩 배치되어 있었다.

## 같이 보기
- 거북선
- 검선
- 맹선
- 비거도
- 창선
- 윤선
- 평저선
- 첨저선
- 명량 해전